# Mildella nitidula
Mildella nitidula là một loài dương xỉ trong họ Pteridaceae. Loài này được C.C.Hall & Lellinger mô tả khoa học đầu tiên năm 1967.
Danh pháp khoa học của loài này chưa được làm sáng tỏ. 